# Mine de Lavender
La mine de Lavender est une ancienne mine à ciel ouvert de cuivre située près de la ville de Bisbee en Arizona aux États-Unis.